# Abtei Floreffe
Die Abtei Floreffe (lat. Abbatia Floreffensis) war die zweite Gründung einer Niederlassung durch den Prämonstratenserorden. Die Abtei liegt im Ort Floreffe am Fluss Sambre, etwa elf Kilometer südwestlich der belgischen Stadt Namur.

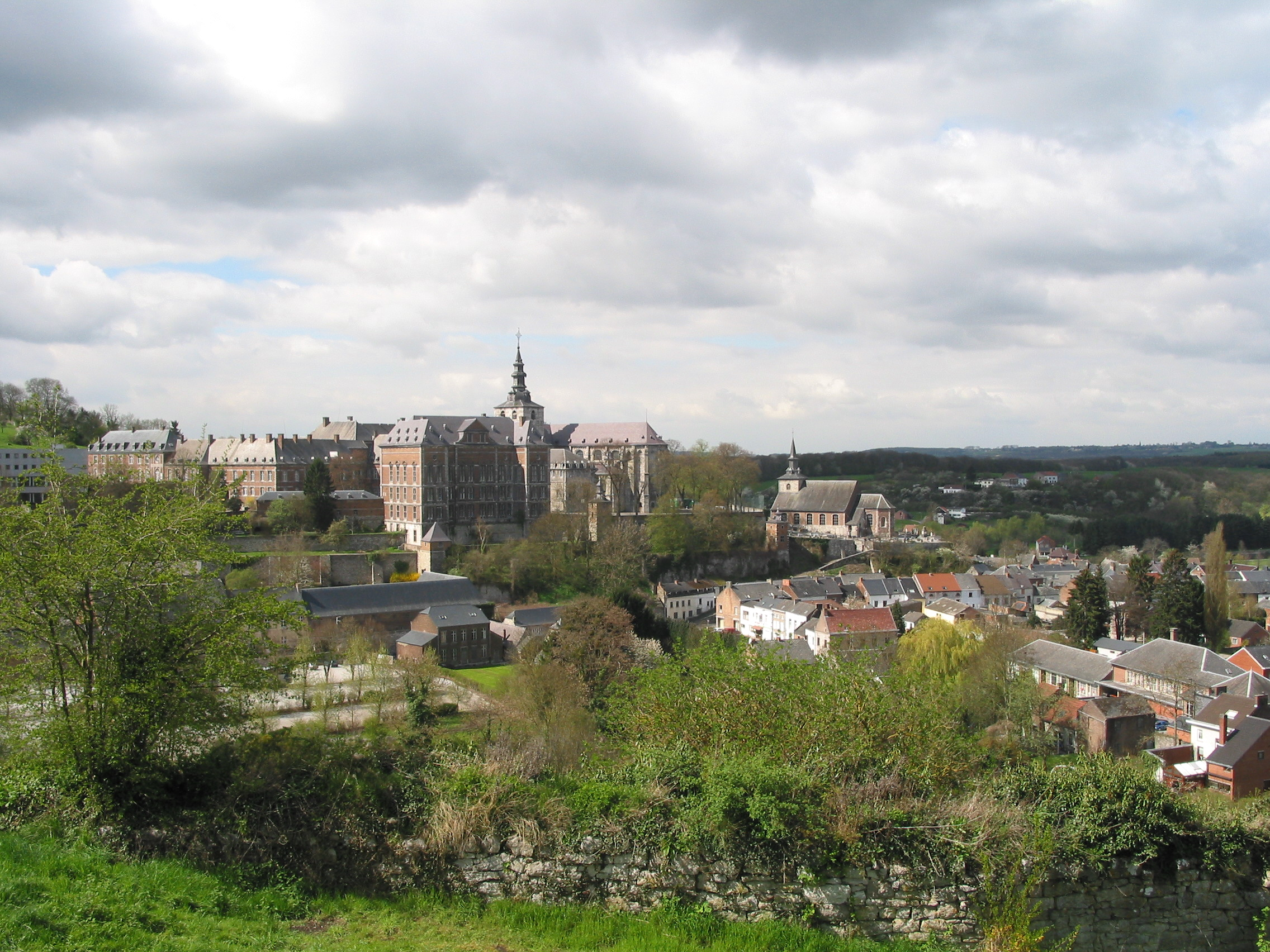
Abtei Floreffe in der Ortsmitte

## Geschichte
Im Jahr nach der Ordensgründung des Prämonstratenserordens kehrte der Ordensgründer Norbert von Xanten auf seinem Weg von Köln nach Prémontré mit den für die neue Kirche in Prémontré bestimmten Reliquien bei Gottfried, dem Grafen von Namur, und seiner Frau Ermesinde in deren Burg in Namur ein. Sein Wesen beeindruckte seine beiden Gastgeber wohl so stark, dass sie ihn baten, auch im nahegelegenen Ort Floreffe ein Haus seines Ordens zu gründen.

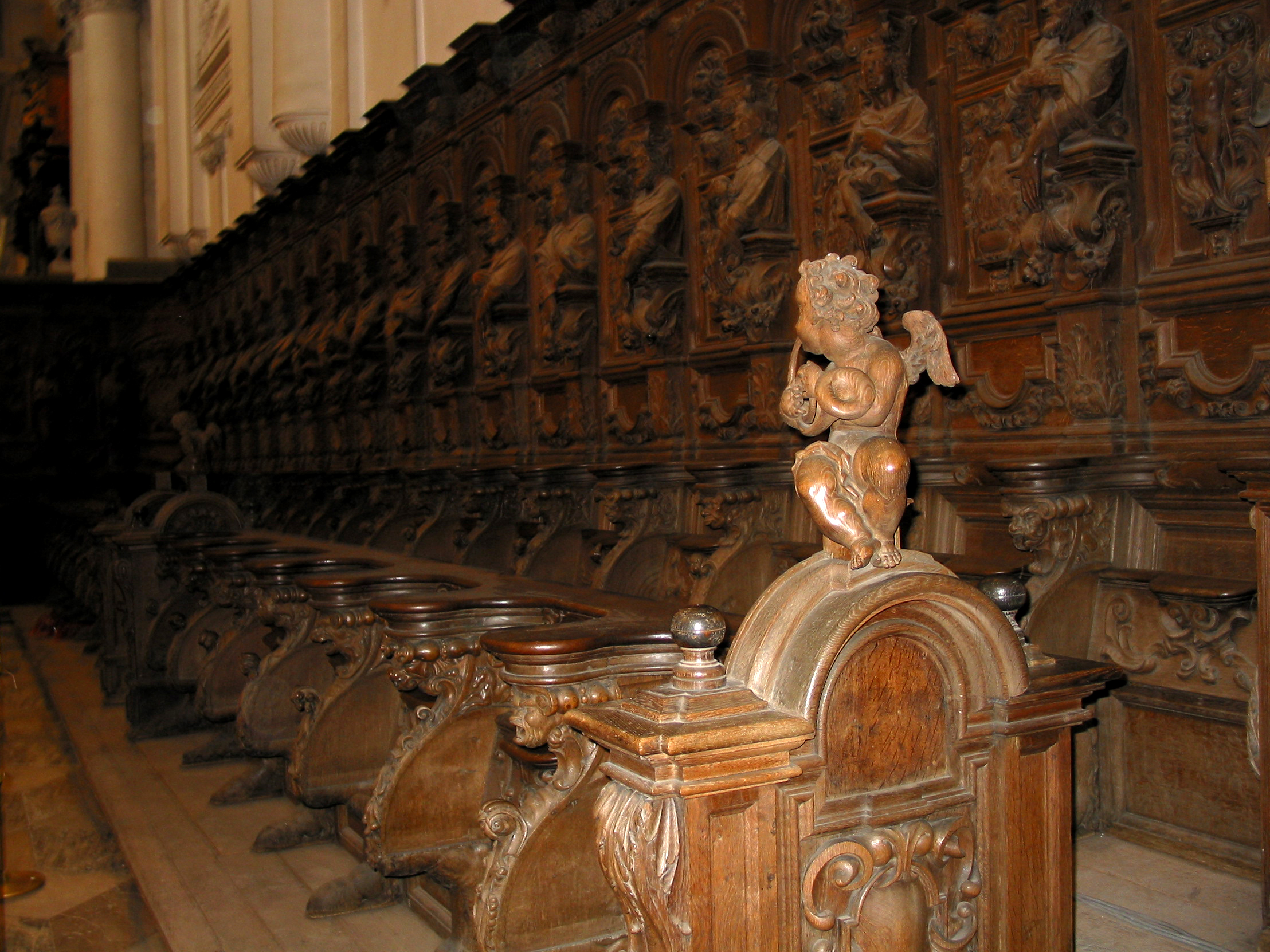
Chorgestühl in der Abteikirche

Der Schenkungsvertrag für eine Kirche und für die Abtei nutzbare Gebäude an die Prämonstratenser wurde am 27. November 1121 unterzeichnet, daher ist die Niederlassung in Floreffe chronologisch die zweite Abtei des Ordens. Norbert legte den Grundstein für die Kirche, die den Namen Salve tragen sollte, für die Abtei wurde der Name Flos Mariae („Blüte Mariens“) gewählt.
Nach den Aufzeichnungen der Abtei sah Norbert während der Messe einen Tropfen Blut von der geheiligten Hostie auf den Hostienteller fallen. Auf seine Frage hin bestätigte ihm der auch anwesende Diakon seine Beobachtung. Der Altar, an dem Norbert damals die Messe las, steht noch immer in Floreffe.
Richard, einer der ersten, der sich Norbert angeschlossen hatte, wurde von ihm zum ersten Abt ernannt. Der zweite Abt Almaric wurde von Papst Innozenz II. zur Verkündigung des Evangeliums nach Palästina ausgesandt. Einige Brüder aus Floreffe begleiteten ihn in das Heilige Land, wo er 1137 die Abtei St. Habacuc gründete. Philip, Graf von Namur, schenkte dem sechsten Abt Weric ein großes Stück vom Kreuze Christi, das er von seinem Bruder Balduin I., dem Herrscher über Konstantinopel, erhalten hatte. In den Aufzeichnungen sind zwei Jahre genannt, nämlich 1204 und 1254, in denen am Festtag der Kreuzerhöhung Blut aus der Reliquie tropfte, jeweils in Gegenwart der Geistlichen und einer großen Volksmenge. Zum Zeitpunkt der Aufhebung des Klosters wurde die Reliquie in Sicherheit gebracht und ihnen Jahre später, als die aus Frankreich vertriebenen Kanoniker ein altes Augustiner-Chorherrenkloster in Bois-Seigneur-Isaac erworben hatten, zurückgegeben.
Von der Abtei Floreffe aus wurden verschiedene Abteien gegründet, darunter auch im Jahr 1138 in Mol-Postel zunächst als Priorat die spätere Abtei Postel, im Jahr 1152 die Abtei in Leffe und bereits 1122 die Abtei in Wenau. 1135 besiedelten Prämonstratenser auf Wunsch des Trierer Bischofs die von den Benediktinern aufgegebene Abtei Rommersdorf.
Graf Heinrich IV. wurde in Floreffe beigesetzt.

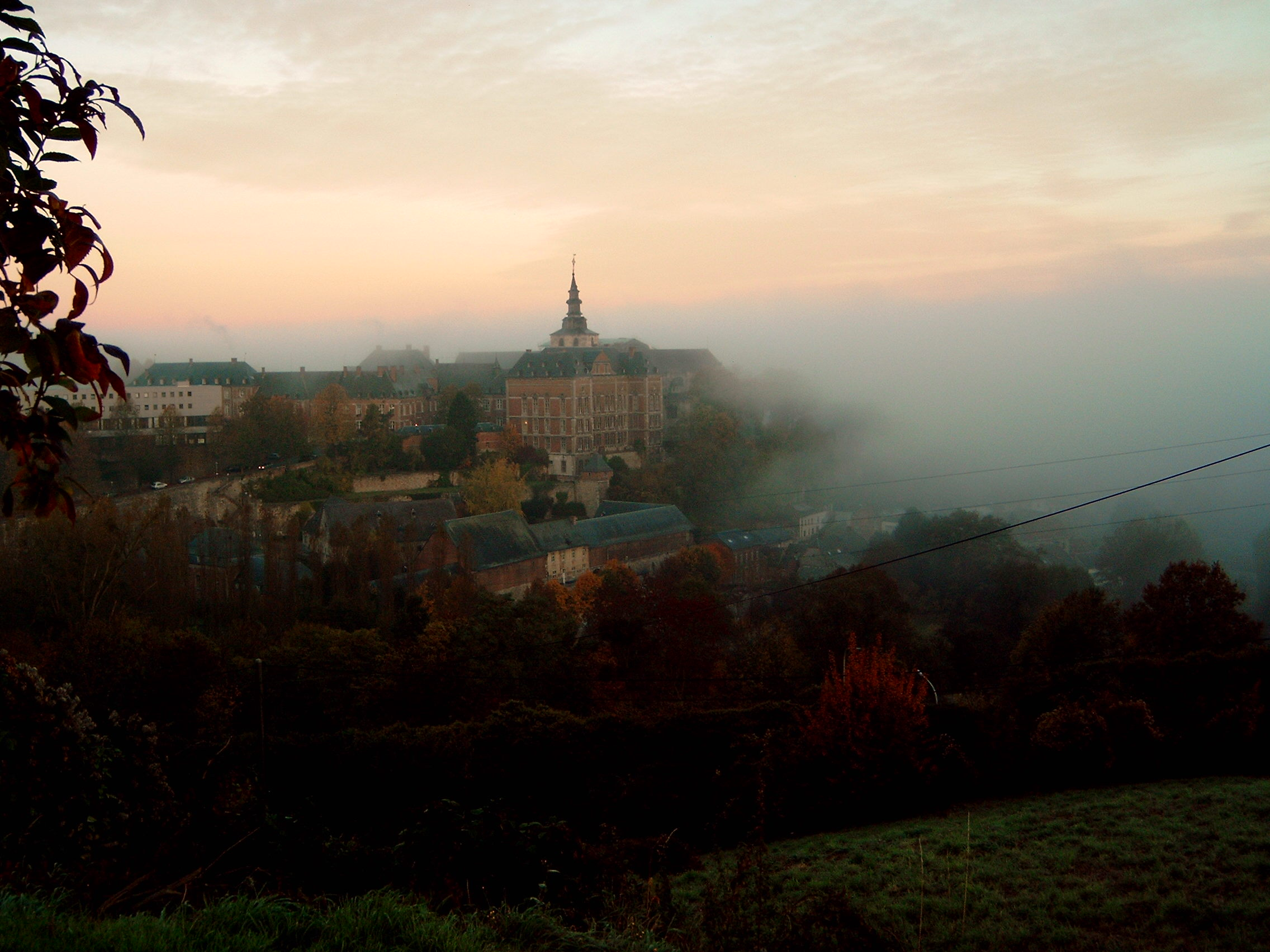
Abtei Floreffe im herbstlichen Morgennebel (2004)

## Aufhebung des Klosters
Der im Jahr 1791 gewählte Abt Louis de Fromantau war der 55. und letzte Abt in Floreffe. Mit der Besetzung der Österreichischen Niederlande durch die Armee der Ersten Französischen Republik wurden alle Geistlichen vertrieben und die Abtei mit allem ihrem Besitz konfisziert. 1797 stand sie zum Verkauf und wurde durch Canon Richald, der sich als Republikaner ausgab, für den Abt und seinen Konvent erworben. Nach dem Konkordat des Jahres 1801 kehrte der Abt mit einigen Brüdern in die Abtei zurück. Die Schwierigkeiten waren jedoch unüberwindbar, nach dem Tod des letzten Konventmitgliedes fiel die Abtei an den Bischof von Namur, der in Floreffe ein Seminar einrichten ließ.

## Seminar
Das Seminar besteht in der Abtei bis heute. Viele der früheren Gebäude sind noch erhalten und können zu den Öffnungszeiten des Seminars besichtigt werden.

## Bier

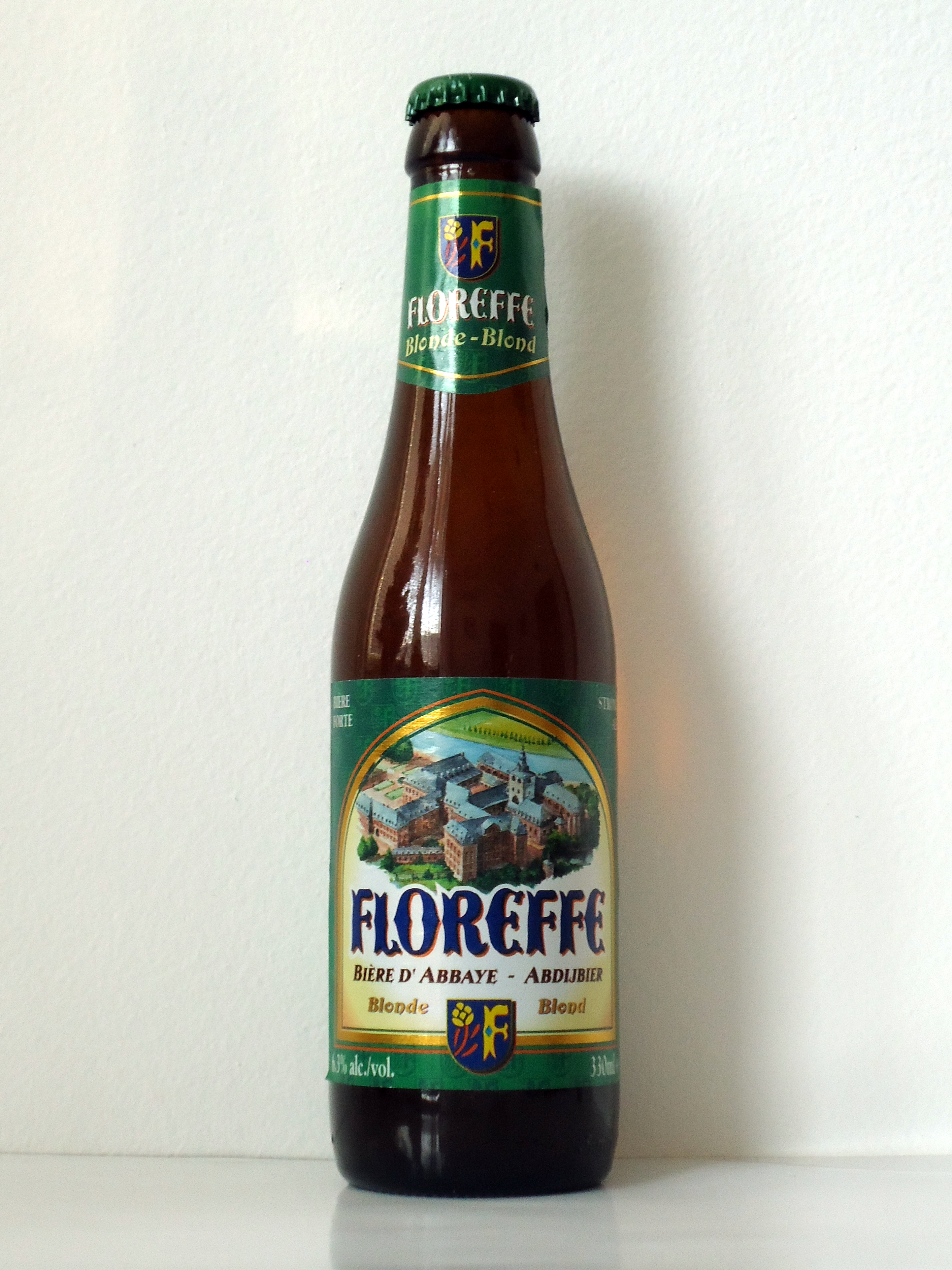
Floreffe Blond

Das klostereigene Bier Floreffe wird seit 1983 in Lizenz von der Brasserie Lefebvre in Quenast, einer Teilgemeinde der Ortschaft Rebecq, gebraut und vertrieben; es gibt Floreffe in den Sorten Blond, Dubbel, Tripel und Prima Melior.